# Cesare Toffolo
Pour les articles homonymes, voir Toffolo.
Cesare Toffolo, né à Murano en 1961, est un maître verrier Italien.

## Biographie
Cesare Toffolo est né à Murano en 1961 et a grandi dans une famille d'artistes verriers. Son grand-père Giacomo était maître verrier dans l'entreprise Venini Furnace. Il a enseigné à son fils Florino (le père de Cesare) les techniques qui le feront devenir à son tour maître verrier à l'âge de 17 ans, chez Venini.
Cesare, lui, visitait souvent l'atelier de son père et maîtrisait le travail à la flamme dès l'âge de 15 ans. Il perdit son père deux ans plus tard mais il continua à perfectionner sa technique. Il est parvenu ainsi à la même reconnaissance que Florino, très apprécié à Murano.
En outre, Cesare Toffolo a inventé de nouvelles techniques, comme le filigrane ou l'utilisation de la feuille d'or. Il a collaboré avec les plus prestigieux établissements du verre de Murano et de l'étranger.
À 21 ans , il exposait déjà à la Ca' Vendramin à Venise. À 30 ans, Cesare a été invité à enseigner à Seattle. Puis à Tokyo, à New York, en Caroline du Nord.
Il est le fondateur du Centro Studio Vetro, une association, née à Murano en 1997, visant à favoriser les échanges autour du verre, en Italie et à l'étranger. Il a également été le concepteur du Vetro Magazine,,.